# L'Anse-au-Griffon
L'Anse-au-Griffon est un village compris dans le territoire de la ville de Gaspé au Québec (Canada).

## Toponymie
Encore à ce jour, l'origine du nom de ce village reste un mystère. Voici les trois explications les plus plausibles :
- Le terme Griffon proviendrait de la couleur grise du fond de l'anse (gris-fond)
- Les premiers pêcheurs de l'anse ont rapporté avoir vu des oiseaux sur les falaises qui ressemblaient étrangement à des griffons
- Finalement, Bellin qui écrit en 1744 "Griffon" du nom du navire commandé par Mathieu Forsyth, descendant du premier seigneur de Gaspésie qui a visité la côte de Gaspé en 1732. Le bateau s'arrêtait régulièrement dans la baie au XVIIIe siècle et aurait pu donner son nom au village.

## Géographie
Le village est situé sur le littoral de la pointe de la Gaspésie non loin au nord de l'agglomération principale de Gaspé, et est bordé par le village de Rivière-au-Renard à l'ouest, Cap-des-Rosiers à l'est, la mer au nord et le Parc national de Forillon au sud.

## Histoire

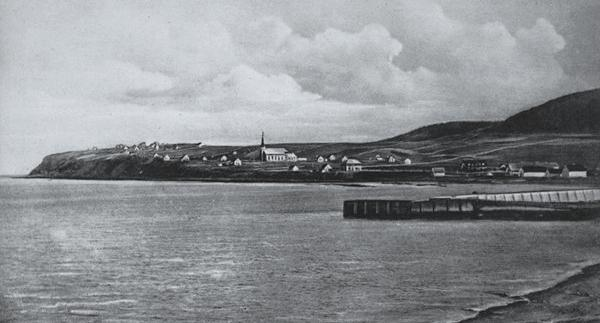
L'Anse-au-Griffon avec, au centre, l'église, début XXe siècle

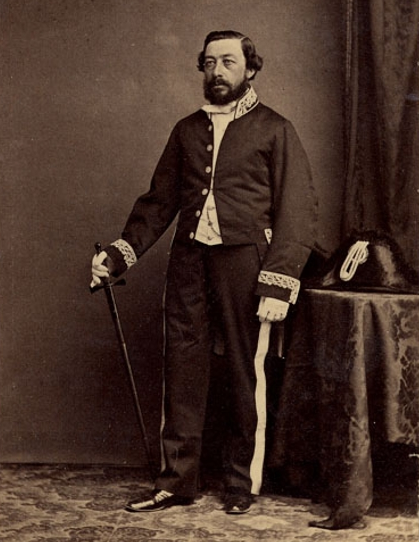
John Le Boutillier, vers 1870

Les premières traces de vie remonteraient à 9000 ans avant aujourd'hui. Trois campements récemment datés permettent de prouver la présence amérindienne paléohistorique dans la vallée de l'Anse-au-Griffon.
Ce village fut d'une grande importance dans l'industrie des pêches au XIXe siècle. John Le Boutillier, homme d'affaires jersiais, y fit construire des entrepôts pour le sel, la farine et la morue salée en 1840. Il se fit également construire un manoir pour surveiller ses activités commerciales dans la région. Bâtis en 1860, ce manoir fait maintenant partie du patrimoine canadien.
Une grande partie de son territoire, la « Vallée de l'Anse-au-Griffon », fut expropriée en 1970 par le gouvernement fédéral pour être cédé au Parc national de Forillon,. Ces terres comptaient parmi les rares terres cultivables de la région. La municipalité de L'Anse-au-Griffon a existé de 1870 au 1er janvier 1971, date à laquelle elle a été fusionnée avec dix autres pour former la nouvelle municipalité de Gaspé.